# Aline Schunemann de Aluja
Aline Schunemann de Aluja (Marburgo, Alemania, 12 de octubre de 1920) es una médica veterinaria, investigadora y docente alemana. En 2020 la Universidad Nacional Autónoma de México la nombró profesora emérita.

## Biografía
Nacida en Europa, llegó a México después de la Segunda Guerra Mundial. Fue de las primeras mujeres en estudiar la licenciatura de Medicina Veterinaria y Zootecnia.
Gracias a ella el primer profesor de bienestar animal en el mundo, la Universidad de Cambridge, visitó la UNAM en 1986. Además organizó los primeros cursos en América Latina sobre la salud y el comportamiento animal en los cuales se fortalecía un enfoque científico, alejado del proteccionismo.

## Trayectoria
Concretó estudios de posgrado en Suiza, Inglaterra y en Estados Unidos, donde se graduó como maestra en Ciencias en la Universidad de Pensilvania. Trabajó y dirigió el departamento de Patología de la Facultad de Medicina Veterinaria y Zootecnica.
En 1960, la médica veterinaria dio forma al concepto de bienestar animal. Por 20 años la profesora Aline Schunemann coordinó el programa International Donkey Protection Trust-International League for the Protection of Horses- Universidad Nacional Autónoma de México (IDPT – ILPH - UNAM).
Fundó el Comité de Bienestar Animal del Consejo Consultivo Nacional de Sanidad Animal; integra el Comité para el Mejor Aprovechamiento de los Animales de Laboratorio con las academias: Nacional de Medicina, Veterinaria Mexicana, y las asociaciones: Mundial de Educadores Veterinarios, Mundial de Mujeres Veterinarias y el Animal Welfare Institute.
Es parte de la Academia de Bioética, del Comité de Trato Humanitario a los Animales en el Consejo Nacional de Sanidad Animal, del Comité de Normas de la Secretaría de Agricultura, Ganadería y Desarrollo Rural, Pesca y Alimentación sobre Transporte, Sacrificio y Animales de Experimentación del Comité de Etología y Bienestar Animal de Asociación Mundial Veterinaria.
Fue convocada como experta de la Organización de las Naciones Unidas para la Alimentación y la Agricultura en varios países de Europa, Asia, África y América.

## Premios y reconocimientos
- 1989. Premio Universidad Nacional en Docencia
- 1993. Premio Nacional de Salud Animal
- 2007. Premio de Investigación Médica Dr. Jorge Rosenkranz por el trabajo: Taenia Solium: Hacia el contra cisticercosis porcina.
- 2008. Doctora honoris causa por la Universidad Autónoma de Aguascalientes
- 2011. Doctora honoris causa por la Universidad Michoacana de San Nicolás de Hidalgo
- 2020: Profesora Emérita por la UNAM
- El Consorcio de las Universidades Mexicanas (CUMEX) nombró la Cátedra "Aline S de Aluja": Medicina Veterinaria y Zootecnia
- Tiene el nombramiento como Miembro Honorario de la Sociedad Internacional de Etología (International Society for Applied Ethology).[1]